# Liste der Biografien/Orb
Liste der Biografien |
Portal Biografien |
Personensuche
# |
A |
B |
C |
D |
E |
F |
G |
H |
I |
J |
K |
L |
M |
N |
O |
P |
Q |
R |
S |
T |
U |
V |
W |
X |
Y |
Z |
?
 
Oa |
Ob |
Oc |
Od |
Oe |
Of |
Og |
Oh |
Oi |
Oj |
Ok |
Ol |
Om |
On |
Oo |
Op |
Oq |
Or |
Os |
Ot |
Ou |
Ov |
Ow |
Ox |
Oy |
Oz
 
Ora |
Orb |
Orc |
Ord |
Ore |
Orf |
Org |
Orh |
Ori |
Orj |
Ork |
Orl |
Orm |
Orn |
Oro |
Orp |
Orr |
Ors |
Ort |
Oru |
Orv |
Orw |
Orx |
Ory |
Orz
Die Liste der Biografien führt alle Personen auf, die in der deutschsprachigen Wikipedia einen Artikel haben. Dieses ist eine Teilliste mit 78 Einträgen von Personen, deren Namen mit den Buchstaben „Orb“ beginnt.

## Orb
- Orb, Christian (1813–1887), Landtagsabgeordneter Großherzogtum Hessen
- Orb, Johannes (1854–1911), Landtagsabgeordneter Großherzogtum Hessen

### Orba
- Orbach, Amnon (1930–2024), deutsch-israelischer Ingenieur
- Orbach, Jerry (1935–2004), US-amerikanischer Schauspieler
- Orbach, Susie (* 1946), britische Journalistin, Buchautorin und Psychoanalytikerin
- Orbach, Uri (1960–2015), israelischer Politiker der HaBajit haJehudi („Jüdisches Heim“) und Mitglied der Knesset
- Orback, Jens (* 1959), schwedischer Journalist und Politiker
- Orbaiceta, Ignacio (1923–2011), spanischer Radrennfahrer
- Orbaiz, Pablo (* 1979), spanischer Fußballspieler
- Orbakaite, Kristina Edmundowna (* 1971), russische Sängerin und SchauspielerinKristina Edmundowna Orbakaite (* 1971)

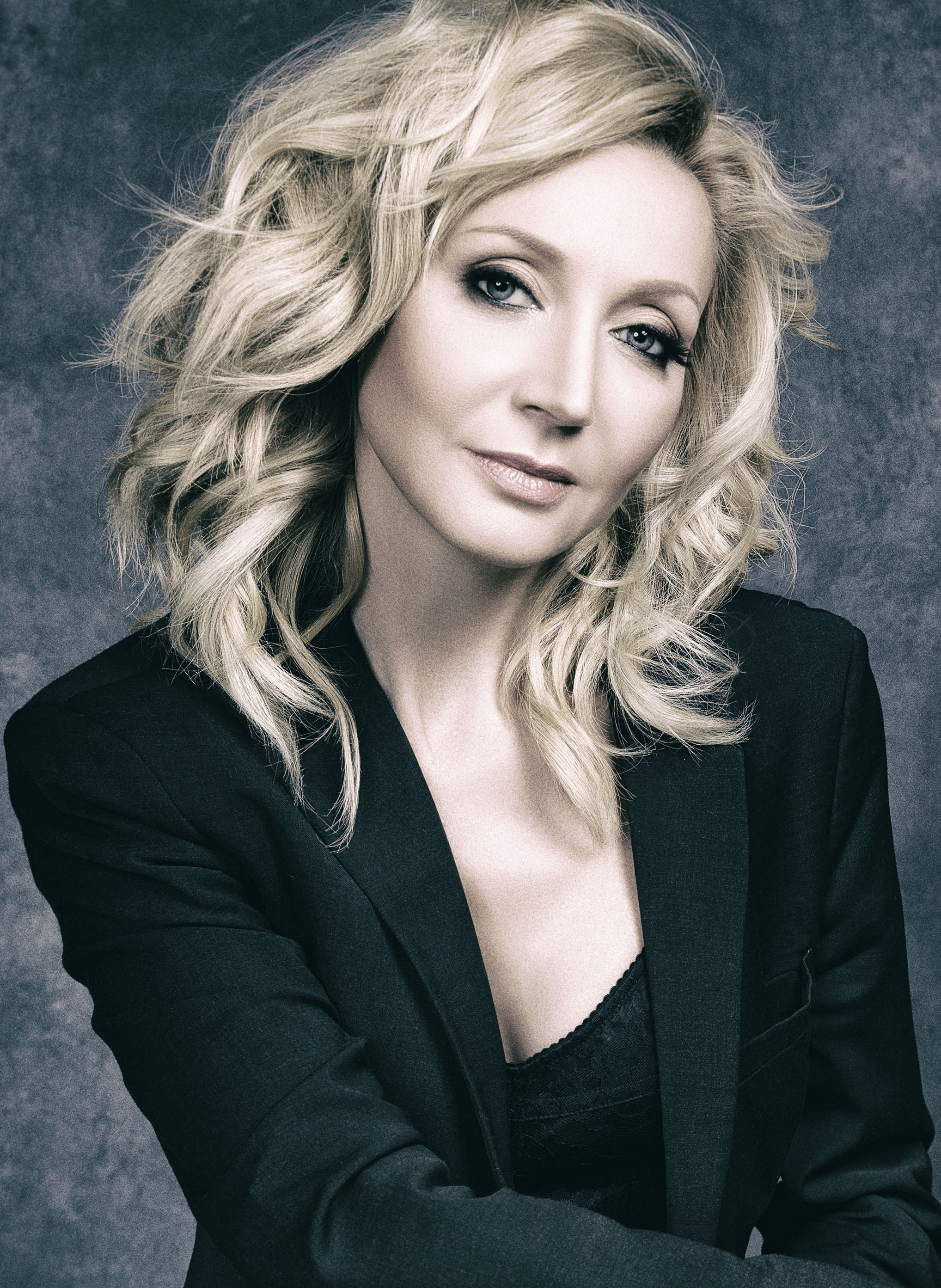
Kristina Edmundowna Orbakaite (* 1971)

- Orban, Alex (1939–2021), US-amerikanischer Fechter
- Orbán, Attila (* 1990), ungarischer Eishockeyspieler
- Orbán, Balint (1899–1960), österreichisch-ungarischer Zahnarzt und Hochschullehrer
- Orban, Bill (1921–2003), kanadischer Sportwissenschaftler
- Orbán, Dezső (1884–1986), ungarisch-australischer Maler
- Orbán, Éva (* 1984), ungarische Hammerwerferin
- Orban, Ferdinand (1655–1732), deutscher Jesuit, Mathematiker, Hochschullehrer und Sammler
- Orban, Frank (* 1964), belgischer Radrennfahrer
- Orbán, Georg (1917–2010), ungarisch-deutscher Maler
- Orban, Gift (* 2002), nigerianischer Fußballspieler
- Orban, Günter (* 1947), österreichischer Maler
- Orbán, György (* 1947), ungarischer Komponist
- Orbán, György (* 1978), ungarischer Jazzmusiker (Kontrabass)
- Orbán, István (1929–2010), ungarischer Generalmajor
- Orban, Klara (* 1961), ungarisch-deutsche Handballspielerin
- Orbán, László (1912–1978), ungarischer kommunistischer Politiker, Mitglied des Parlaments
- Orbán, László (1949–2009), ungarischer Boxer
- Orban, Leonard (* 1961), rumänischer Politiker
- Orban, Ludovic (* 1963), rumänischer Politiker
- Orban, Max (1881–1969), belgischer Ruderer
- Orbán, Nándor (1910–1981), ungarischer Moderner Fünfkämpfer
- Orban, Paul (* 1940), ungarischer Radrennfahrer
- Orban, Peter (1944–2024), deutscher und Astrologe
- Orban, Rémy (1880–1951), belgischer Ruderer
- Orban, Sarah (* 1995), kanadische Radsportlerin
- Orbán, Viktor (* 1963), ungarischer Politiker, Mitglied des ParlamentsViktor Orbán (* 1963)

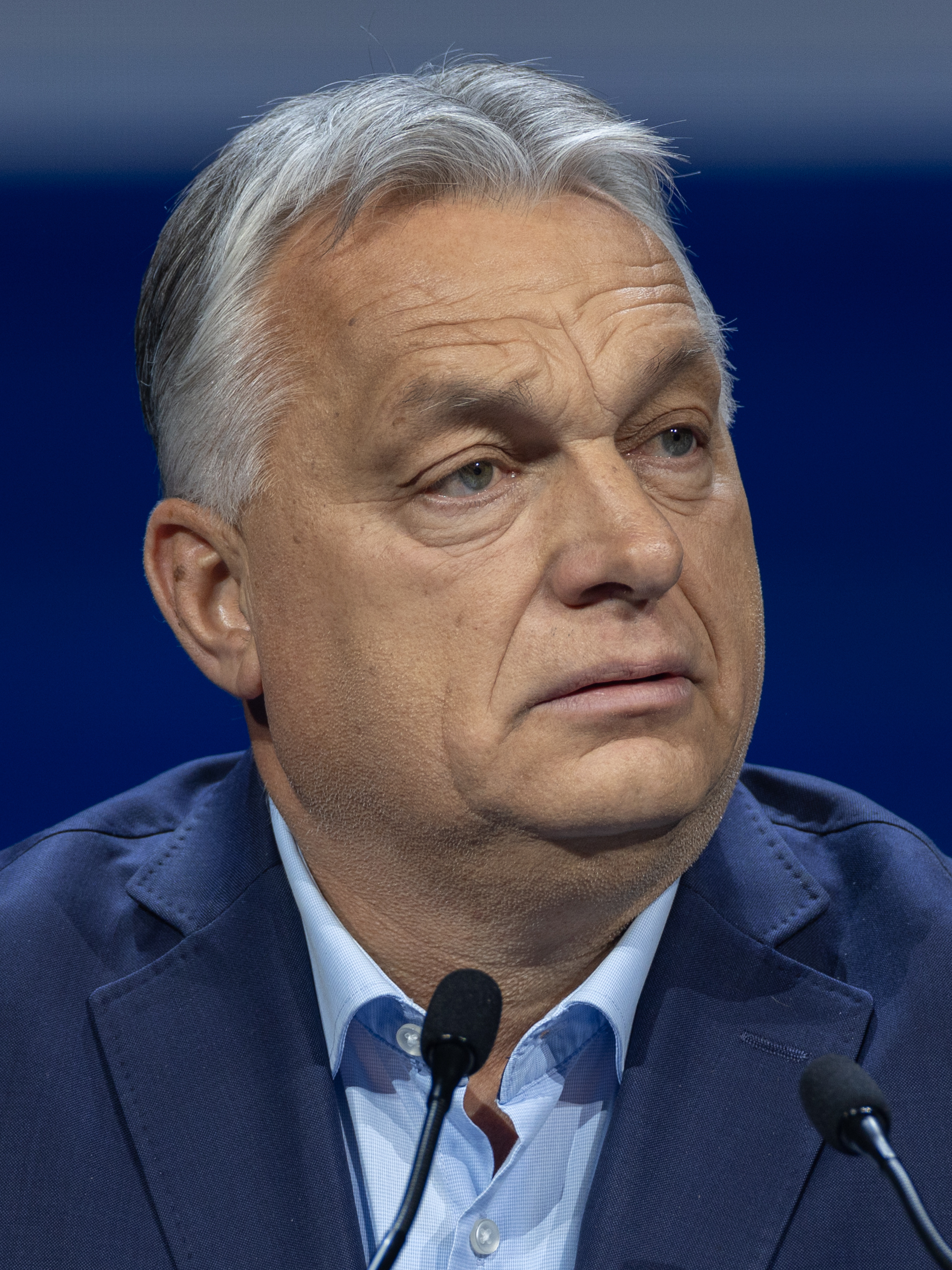
Viktor Orbán (* 1963)

- Orban, Willi (* 1992), deutsch-ungarischer Fußballspieler
- Orbanes, Philip E. (* 1947), US-amerikanischer Spieleautor, Spieleverleger und Monopoly-Experte
- Orbanowski, Horst (1908–1981), deutscher Eishockeyspieler und -funktionär
- Orbay, Kâzım (1886–1964), türkischer General, Präsident der Großen Nationalversammlung der Türkei
- Orbay, Rauf (1881–1964), türkischer Marineoffizier und Ministerpräsident

### Orbe
- Orbe Uriarte, Venancio Celestino (1927–2008), spanischer römisch-katholischer Ordensgeistlicher, Prälat von Moyobamba in Peru
- Orbe y Mariaca, Juan Nepomuceno de (1817–1891), spanischer Feldherr und Senator, Chef des carlistischen Generalstabes
- Orbe, Antonio (1917–2003), spanischer Jesuit und Professor
- Orbe, Carlos (* 1982), ecuadorianischer Fußballschiedsrichter
- Orbe, Gabriel del (1888–1966), dominikanischer Geiger
- Ørbeck, Anne-Marie (1911–1996), norwegische Komponistin und Pianistin
- Orbegozo y Goicoechea, Ignacio María de (1922–1998), spanischer Arzt, Bischof in Peru
- Orbeli, Joseph (1887–1961), sowjetisch-armenischer Orientalist und Direktor der Eremitage
- Orbeli, Leon Abgarowitsch (1882–1958), armenisch-russischer Physiologe
- Orbeli, Marija Leonowna (1916–1949), russisch-sowjetische Kernphysikerin
- Orbeli, Ruben Abgarowitsch (1880–1943), armenisch-russischer Jurist und Unterwasserarchäologe
- Orbeliani, Sulchan-Saba (1658–1725), georgischer Mönch, Politiker und Schriftsteller
- Orbeljan, Stepanos, armenischer Bischof und Geschichtsschreiber
- Orben, Amy, britische Experimentalpsychologin
- Orben, Christa (* 1990), deutsche Meteorologin und Fernsehmoderatorin
- Orben, Wolfgang (1951–2023), deutscher Fußballspieler
- Orberá Carrión, José María (1827–1886), spanischer Geistlicher und römisch-katholischer Bischof von Almería
- Ørberg, Hans Henning (1920–2010), dänischer Latinist
- Orbeyi, Hakan (* 1971), deutscher Schauspieler

### Orbi
- Orbiana, Gattin des römischen Kaisers Severus Alexander
- Orbicciani, Bonagiunta, italienischer Dichter
- Orbig, Karl (1845–1928), Landtagsabgeordneter Großherzogtum Hessen
- Orbigny, Alcide Dessalines d’ (1802–1857), französischer Paläontologe und Hochschullehrer
- Orbigny, Charles Henry Dessalines d’ (1806–1876), französischer Botaniker und Geologe
- Orbilius Pupillus, Lucius (113 v. Chr.–13 v. Chr.), lateinischer Grammatiker, Lehrer des Horaz
- Orbin, Johann Baptist (1806–1886), Erzbischof von Freiburg
- Orbini, Heino (* 1939), Schweizer Conférencier und Schauspieler
- Orbini, Mavro (1563–1614), dalmatischer Benediktinermönch, Intellektueller und Geschichtsschreiber
- Orbison, Joy (* 1986), englischer DJ und Musikproduzent
- Orbison, Roy (1936–1988), US-amerikanischer Country- und Rock-Sänger und SongwriterRoy Orbison (1936–1988)

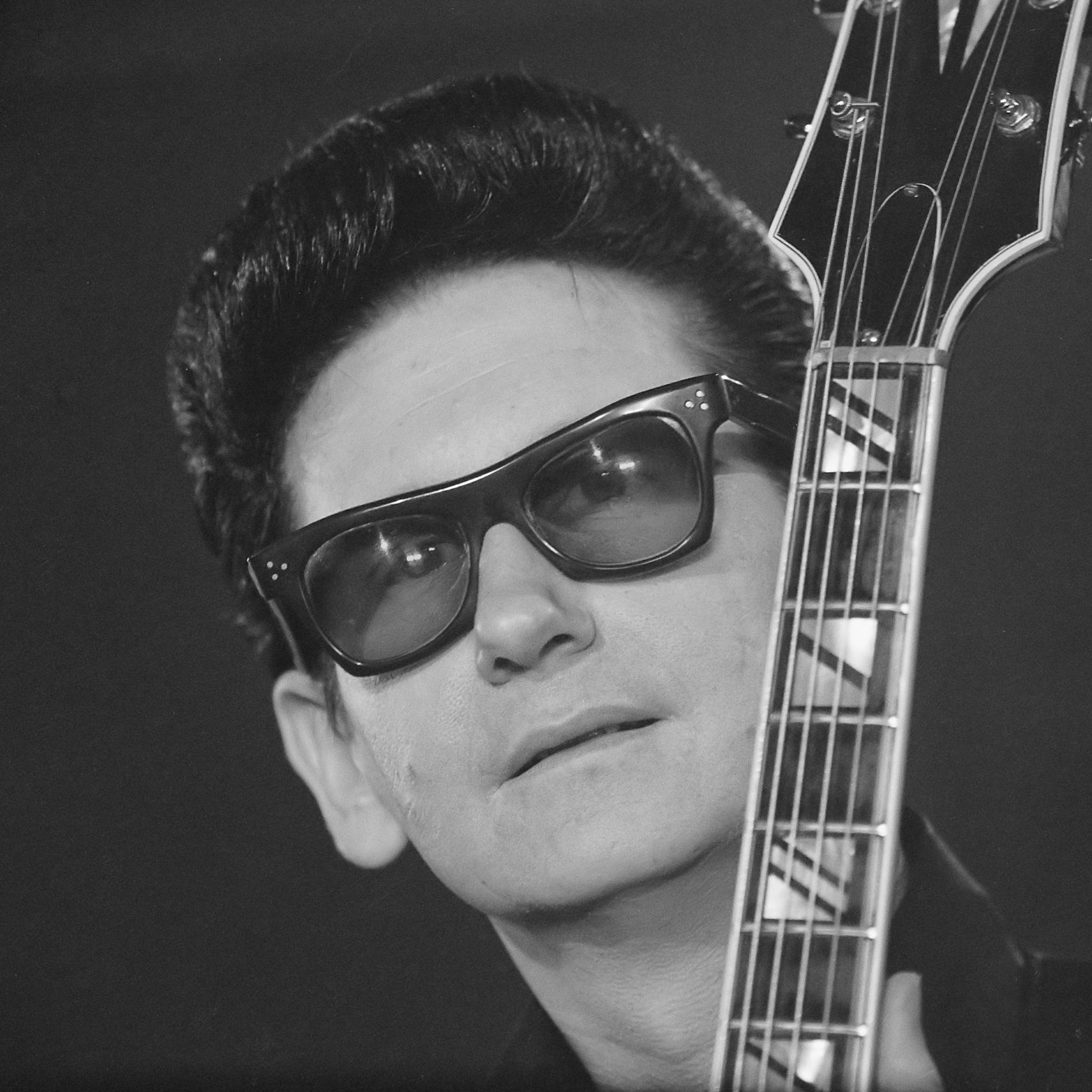
Roy Orbison (1936–1988)

- Orbit, William (* 1956), britischer Musiker und Musikproduzent
- Orbius Priscinus, Titus, römischer Offizier (Kaiserzeit)

### Orbo
- Orbom, Eric (1915–1959), US-amerikanischer Artdirector und Szenenbildner
- Orbón, Benjamín (1877–1944), spanischer Pianist und Komponist
- Orbón, Julián (1925–1991), kubanischer Komponist
- Orbović, Miloš (* 1993), serbischer Handballspieler

### Orbu
- Orbuch, Sonia (1925–2018), amerikanische Holocaust-Pädagogin